# وستكليف أون سي
وستكليف أون سي هي بلدة في قصبة ساوثند أون سي، وهي منتجع ساحلي وسلطة مركزية في إسيكس في شرق إنجلترا. تقع على الشاطئ الشمالي لمصب نهر التايمز ‏ السفلي، على بعد حوالي 34 ميلاً (55 كم) شرق لندن.

## ملحوظون
- جون باربر  [لغات أخرى]‏ (1919-2004)، المدير المالي السابق لشركة Ford of Europe والمدير العام لشركة بريتش ليلاند.[2]
- عاش السير فيليب كونليف أوين (1828-1894)، أمين ومدير متحف ساوث كنسينغتون في لندن في هاملت كورت.[3]
- عاش السير إدوين أرنولد (1832-1904)، شاعر وصحفي، في هاملت كورت من عام 1878.[3]
- إي. باور بيغز (1906-1977)، ولد عازف الأرغن هناك.[4]
- عاش روبرت ويليامز بوكانان  [لغات أخرى]‏ (1841–1901)، شاعر وروائي وكاتب مسرحي، في هاملت كورت من عام 1884.[5]
- فرانك ماتشام (1854-1920)، مهندس مسرح، تقاعد في 28 ويستكليف باريد، وستكليف أون سي وتوفي هناك في عام 1920.[6]

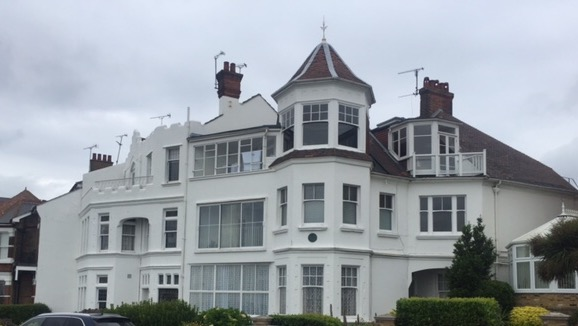
منزل ماتشام في ويستكليف أون سي، إسيكس

- وُلِدَ جان فلود  [لغات أخرى]‏ (1915-2013)، عالم اجتماع وأكاديمي، هناك.[7]
- جون هورسيلي  [لغات أخرى]‏ (1920-2014)، ممثل، ولد هناك.[8]
- هيو سيلز  [لغات أخرى]‏ (1922-1978)، لاعب كريكيت من الدرجة الأولى وضابط في سلاح الجو الملكي.[9]
- تريفور بيلي (1923-2011)، لاعب كريكيت اختباري وكاتب ومذيع كريكيت، ولد هناك.[10]
- بيرنارد ويليامز (1929-2003)، فيلسوف أخلاقي إنجليزي.[11]
- ولد ديك كليمنت (1937–) الكاتب والمخرج الكوميدي هناك.[12]